# 扭肚藤
扭肚藤（学名：Jasminum elongatum）是木犀科素馨属的植物。分布于越南、喜马拉雅山、缅甸以及中国大陆的海南、广西、云南、广东等地，生长于海拔850米的地区，见于灌木丛、混交林和沙地。

## 别名
谢三娘（海南） 白金银花（广西）

## 异名
- Jasminum amplexicaule Buch.-Ham. ex G. Don
- Jasminum ligustroides Chia

## 外部連結
- 扭肚藤 Niuduteng （页面存档备份，存于） 藥用植物圖像數據庫 (香港浸會大學中醫藥學院) （繁體中文）（英文）